# كريس بودن
كريس بودن (بالإنجليزية: Chris Boden)‏ (13 أكتوبر 1973 في المملكة المتحدة - ) هو لاعب كرة قدم بريطاني في مركز الدفاع. لعب مع أستون فيلا وديربي كاونتي وشروزبري تاون ونادي بارنسلي ونادي هيرفورد.

## وصلات خارجية
- كريس بودن على موقع قاعدة بيانات كرة القدم.إي يو (الإنجليزية)
- كريس بودن على موقع Soccerbase.com (لاعب) (الإنجليزية)
- كريس بودن على موقع عالم كرة القدم.نت (الإنجليزية)